# 日本單鰭電鰩
日本電鱝（学名：Narke japonica，又稱日本單鰭電鰩，俗名雷魚）是板鰓亞綱電鰩目單鳍电鳐科单鳍电鳐属的其中一種鱼类。

## 分布
本魚分布於西北太平洋區，包括日本、朝鮮半島、台灣、中國黄海、东海、南海等沿海海域。该物种的模式产地在日本。

## 深度
水深10至150公尺。

## 特徵
本魚眼突出，皮膚柔軟，背鰭一枚，口及唇周圍溝較淺，頷短可伸縮性少；吻窄。尾部兩側無縱走皮褶，體盤之前後徑短於左右徑，體背有大小不一之黑斑，幼魚無色。有時發電器上有一白斑，各鰭邊緣及尾側白色，腹面淡色，體長可達40公分。

## 生態
本魚棲息於溫、熱帶沿岸淺水域，為底棲性魚類，以底棲無脊椎動物及魚類為食。卵胎生。胸鰭兩側邊緣具發電器官，為危險生物。

## 經濟利用
不具食用性，多做為下雜魚。